# SS Imperator
SS Imperator – niemiecki transatlantyk linii Hamburg America Line, zwodowany w 1912 w Hamburgu, w stoczni Vulcan. W chwili wodowania był to największy statek pasażerski na świecie (52 117 BRT). Dziewiczy rejs statku odbył się 11 czerwca 1913 roku na trasie Hamburg – Nowy Jork. W 1920 przekazany Wielkiej Brytanii dla linii Cunard Line, gdzie służył pod nazwą RMS Berengaria do 1938. Jego siostrzanymi statkami były SS „Vaterland” (później SS „Leviathan”), zbudowany w stoczni Blohm und Voss w Hamburgu, i SS „Bismarck” (później RMS „Majestic”). Złomowany w 1946.